# 渡辺明貴
渡辺 明貴（わたなべ あき、2000年1月29日 - ）は、山梨県笛吹市一宮町出身の日本のプロ野球選手（投手）。リーガ・メヒカーナ・デ・ベイスボルのオアハカ・ウォーリアーズ所属。
日本で初めて、高等学校に在学しながらプロの独立リーグ選手となった。

## 経歴

### プロ入り前
笛吹市立一宮西小学校1年の時に1歳上の兄に影響されて一宮スポーツ少年団で軟式野球を始め、笛吹市立一宮中学校入学後は笛吹ボーイズでプレーしていた。中学卒業後は静岡県内の高等学校に進学し、硬式野球部に入部するも環境に馴染めず3か月で退部。学校も中退して故郷に戻り、一旦は現役を引退していた。中退後はすき家やホテル、ヤマト運輸といったアルバイトを転々としていた。
2015年9月から通信制の第一学院高等学校甲府キャンパスに入学。元高知ファイティングドッグス（四国アイランドリーグplus）の保延佳享からの誘いでクラブチーム・山梨球友クラブに入団して現役復帰する。同チームのOBには独立リーグを経てNPB入団を果たした深沢和帆がおり、保延からの提案もあって、2016年11月にベースボール・チャレンジ・リーグ（ルートインBCリーグ）のトライアウトを受験。当時の自己最速である球速138km/hを計測するも、自分よりも体が大きく、パワーのある受験者ばかりだったため合格を半ば諦めていた中、新規球団優先枠2位で滋賀ユナイテッドベースボールクラブより指名され、契約した。

### 独立リーグ・アマチュア時代
2017年の滋賀入団後は滋賀県内に単独移住し、BCリーグ初の現役高校生選手として活動していた。同年の前期最終戦となる6月17日の対富山GRNサンダーバーズ戦では先発登板するも、5回を121球、被本塁打4本を含む被安打13、4与四球、16失点と大炎上。早々に降板とはならなかったのは「『上（NPB）目指す』と口では言ってるのに、独立リーグ相手に16点も取られたらいけるわけないやん、というのをわからせたかった」という監督の上園啓史の厳しい方針によるものだった。2018年、滋賀をシーズン途中の5月9日で退団し、6月1日に新潟アルビレックス・ベースボール・クラブに練習生として入団。7月30日に退団。
2019年当初は再度野球を諦めている状態だったが、知人に紹介されて韓国の独立リーグ・京畿道チャレンジリーグで野球を再開。城南ブルーパンダスでプレーした。この入団は、「日本にいると色眼鏡で見られ、外国人として一度フラットな環境に身を置きたかった」という理由だったと述べている。なお、同年をもって同球団は解体した。同年11月30日、明治神宮野球場で行われたワールドトライアウト2019本選に出場した。
2020年は米国のマイナー球団や独立リーグ球団との契約を目指すトラベルチーム「アジアンブリーズ」に参加。しかし、海外球団と契約は結ばず、同年夏より日本のクラブチーム・TOKYO METSでプレーした。
11月14日に行われたルートインBCリーグドラフト会議にて、茨城アストロプラネッツに特別合格。2021年より、3年ぶりのBCリーグ復帰となる。茨城でGMを同年から務める色川冬馬は偶然にも前記の「アジアンブリーズ」を紹介した人物で、また投手コーチとなった小山田拓夢もワールドトライアウト後に参加したトレーニングジムスタッフという奇縁があった。茨城では救援投手として起用されている。同年オフにチームメイトの山中尭之と大橋武尊がNPBドラフト会議指名を受けたり、同じく松田康甫がロサンゼルス・ドジャースとマイナー契約を結んだことに刺激を受けてトレーニングの内容を大きく改め、2022年8月頃からは球速が高い値で安定するとともに体のダメージも減少した。BCリーグ選抜メンバーとして対戦した9月13日の対読売ジャイアンツ三軍戦では自己最速を更新する152km/hを記録した。同年は中継ぎエースとしてフル回転の活躍を見せ、シーズン66試合中45試合（リーグ2位）に登板した。
2022年にNPB入りできなければ辞めるつもりであることを語っており、埼玉西武ライオンズが独自に開催した入団テストに参加するなどしていた中、同年のNPBドラフト会議において、横浜DeNAベイスターズより育成ドラフト4位で指名を受けた。担当スカウトは稲嶺茂夫。

### DeNA時代
11月18日にDeNAとの入団交渉を行い、契約金280万円、年俸340万円（いずれも推定）で仮契約を結んだ。11月27日に開かれたDeNAの2023年度新入団選手記者発表会では、色紙に「感謝」と記し、「感謝の気持ちを忘れずにこれからもプレーしていきたいと思います。独立リーグ時代からタフだと自負しているのでハマの鉄腕を愛称として選びました」と説明した。背番号は106。DeNAに所属する山本祐大は滋賀時代、知野直人は新潟時代、大橋武尊は茨城時代のチームメイトでもある。
2023年はイースタン・リーグ公式戦13試合に登板し、11回2/3を投げて1勝0敗1セーブ、防御率3.09の成績だった。シーズン終了後、10月開催のみやざきフェニックス・リーグに参加した。また、同月23日には、現状維持の推定年俸340万円で契約を更改した。
2024年の春季キャンプは二軍から始まりながらも、2月28日には横浜スタジアムでの全体練習に参加。一軍に同行し、3月3日のオリックス・バファローズとのオープン戦への登板機会を得て、1回を無安打に抑えた。開幕からイースタン・リーグでリリーフとして登板を重ね、4月25日の日本ハム戦で今川優馬から本塁打を打たれるまでの7試合で無失点投球を継続していた。5月上旬まで二軍で防御率0点台を維持し、その後も好投を続けていたが、シーズン中の支配下登録はならなかった。42年ぶり4度目のリーグ優勝決定戦となった9月28日の対ロッテ戦（横須賀スタジアム）では最終回を任され、3人で抑えて胴上げ投手となった。最終的にイースタン・リーグ48試合に登板し、7勝0敗、チームトップの9セーブ、投球回（48回）を上回る奪三振51、防御率2.25という成績を残した。シーズン終了後、10月7日からのみやざきフェニックス・リーグに参加した。11月26日のNPB AWARDSでは、スポンサー表彰であるイースタン・リーグの努力賞（日刊スポーツ選定）を受けた。しかし、12月20日になって退団が発表され、即日自由契約選手として公示された。戦力外通告はされておらず、入団2年目のため翌年の契約保留選手名簿にも記載されていたが、「一身上の都合」によって自主的に退団したと報じられている。

### DeNA退団後
2025年1〜2月、アレックス・ラミレスが結成した特別編成チーム "ジャパンブリーズ" に加わってメキシコ遠征に参加し、カリブ海沿岸諸国のウィンターリーグ王者が集う国際大会・第67回カリビアンシリーズに出場した。チームは4戦全敗の最下位に沈み敗退した。
2025年7月4日、リーガ・メヒカーナ・デ・ベイスボルのオアハカ・ウォーリアーズに入団することが発表された。

## 選手としての特徴
2019年当時の球速は常時140km/h前半、最速は152km/h。長身から放つ角度のある直球が魅力だが、2019年末段階では高めに浮くことが多かった。2022年のシーズン中からは球速は148 - 151km/hが常に出るようになり、その背景にフォームが安定したことが指摘されている。変化球は切れ味の鋭いフォークを武器とする。

## 人物
趣味は高校生の頃からやっていたというダーツで、クリケットを得意とする。ほか、ビリヤードもやる。
花粉症持ちであり、春を苦手な季節とする。対策をいろいろ試したものの有効なものがなく、毎年気合だけで乗り越えているという。逆に冬は好きな季節だと語っている。

## 詳細情報

### NPB年度別投手成績
- 一軍公式戦出場なし

### 独立リーグでの年度別投手成績
| 年 度     | 球 団     | 登 板 | 先 発 | 完 投 | 完 封 | 無 四 球 | 勝 利 | 敗 戦 | セ 丨 ブ | ホ 丨 ル ド | 勝 率 | 打 者 | 投 球 回 | 被 安 打 | 被 本 塁 打 | 与 四 球 | 敬 遠 | 与 死 球 | 奪 三 振 | 暴 投 | ボ 丨 ク | 失 点 | 自 責 点 | 防 御 率 | W H I P |
| --------- | --------- | ----- | ----- | ----- | ----- | -------- | ----- | ----- | -------- | ----------- | ----- | ----- | -------- | -------- | ----------- | -------- | ----- | -------- | -------- | ----- | -------- | ----- | -------- | -------- | ------- |
| 2017      | 滋賀      | 25    | -     | 0     | -     | -        | 3     | 9     | 0        | -           | .253  | 377   | 81.2     | 103      | 9           | 28       | -     | 7        | 47       | 7     | 1        | 61    | 52       | 5.73     | 1.61    |
| 2018      | 滋賀      | 2     | -     | 1     | -     | -        | 0     | 1     | 0        | -           | .000  | 42    | 7.0      | 15       | 0           | 6        | -     | 1        | 5        | 0     | 0        | 13    | 11       | 14.14    | 3.00    |
| 2021      | 茨城      | 38    | 0     | 0     | 0     | 0        | 1     | 3     | 4        | 0           | .250  | 168   | 35.0     | 32       | 4           | 29       | -     | 2        | 28       | 2     | 1        | 26    | 13       | 3.34     | 1.74    |
| 2022      | 茨城      | 45    | 0     | 0     | 0     | 0        | 2     | 4     | 2        | 0           | .333  | 197   | 42.2     | 56       | 2           | 15       | -     | 0        | 43       | 2     | 0        | 27    | 19       | 4.01     | 1.66    |
| 通算：4年 | 通算：4年 | 110   | -     | 1     | -     | -        | 6     | 17    | 6        | 0           | .261  | 784   | 166.1    | 206      | 15          | 78       | -     | 10       | 118      | 11    | 2        | 127   | 95       | 5.14     | 1.71    |

- 2022年度シーズン終了時

### 背番号
- 42（2017年 - 2018年）
- 15（2019年、2022年）
- 67（2021年）
- 106（2023年 - 2024年）
- 64（2025年7月 - ）